# Walt Disney World Swan

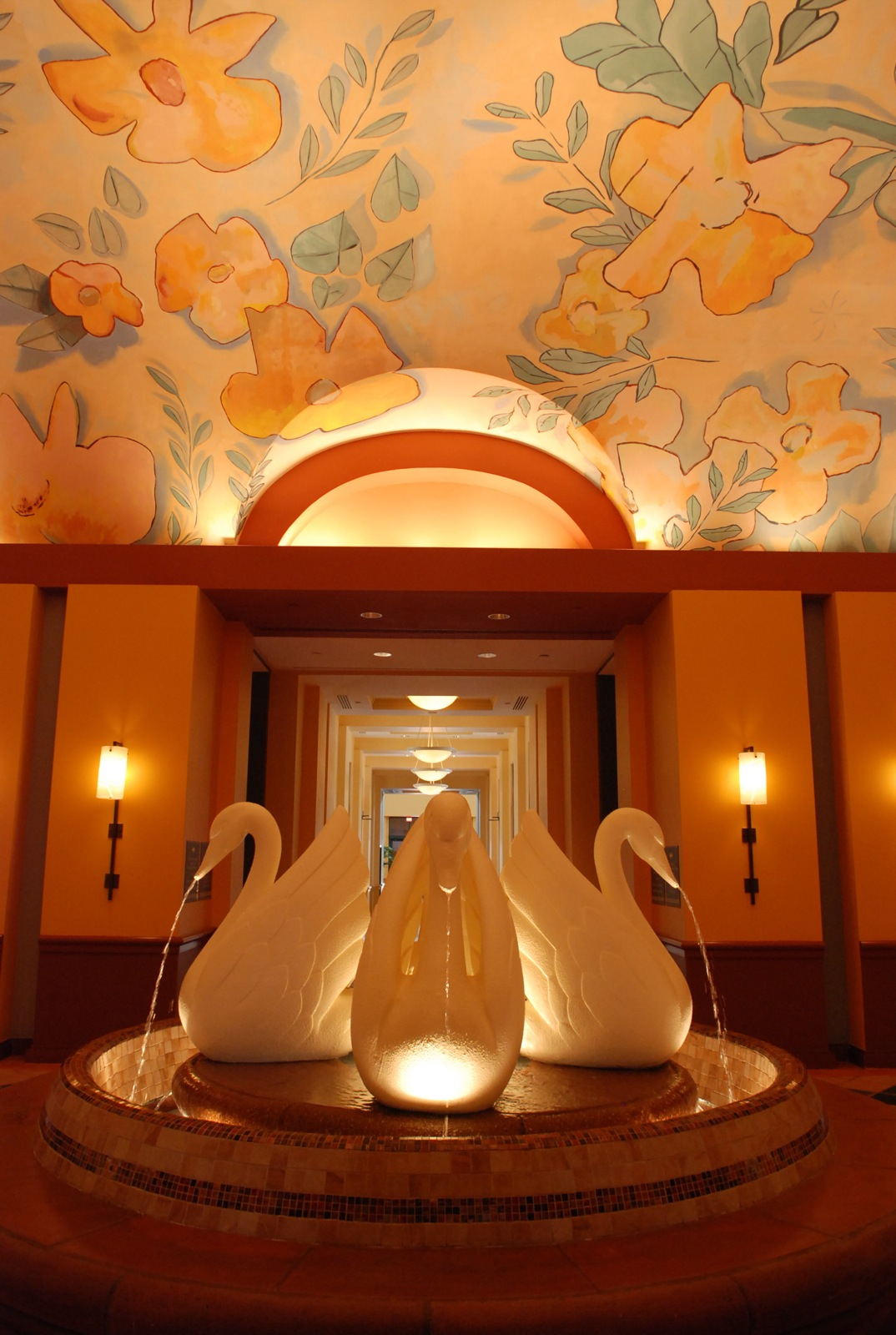
Vestíbulo del hotel

El Walt Disney World Swan es un complejo hotelero ubicado entre Epcot y Disney's Hollywood Studios en el Walt Disney World Resort en Bay Lake (Estados Unidos). Se encuentra situado frente a su complejo hermano, el Walt Disney World Dolphin. Ambos hoteles fueron diseñados por Michael Graves y están conectados por una pasarela cubierta bordeada de palmeras que cruza una laguna. El Swan (lit. El Cisne) abrió el 13 de enero de 1990 como parte de una empresa conjunta entre Walt Disney Company, Tishman Hotel Corporation, MetLife y Starwood Hotels and Resorts, que se fusionó con Marriott International en 2019. El terreno que ocupa el resort es propiedad de Walt Disney Company y está alquilado por un plazo de 99 años a Tishman Hotel Corporation y MetLife, quienes son propietarios de los edificios y contratan la operación a Marriott International bajo la marca Westin Hotels & Resorts. Walt Disney World Swan and Dolphin es parte de la colección de resorts Walt Disney; Debido a esto, tienen la marca Disney y los huéspedes del resort tienen acceso a los beneficios especiales de Disney disponibles solo para los huéspedes del Disney Resort Hotel.
Los dos hoteles comparten elementos similares, pero cada uno tiene una apariencia distintiva. La estructura principal del Cisne es una estructura principal rectangular de 12 pisos con una parte superior arqueada suavemente y dos alas de 7 pisos, en el lado del Cisne la estructura principal está coronada con dos estatuas de cisnes de 14 m. La fachada de colores está adornada con ondas turquesas similares al motivo de hoja de plátano del delfín.
En 2008, el Walt Disney Swan Resort recibió la Designación One Palm a través del Programa de Alojamiento Ecológico de Florida establecido por el Departamento de Protección Ambiental de Florida.

## Historia
A fines de la década de 1980, Disney vio que estaba perdiendo negocios debido a los hoteles del área que atendían convenciones y grandes reuniones, por lo que Michael Eisner decidió construir un hotel orientado a convenciones cerca de Epcot. The Tishman Group, el contratista que fue contratado para construir Epcot y que también tenía hoteles en la cercana zona hotelera de Disney, afirmó que el acuerdo con Epcot les otorgaba derechos exclusivos para operar hoteles de convenciones en la propiedad de Disney, por lo que Disney se asoció con Tishman para desarrollar el Complejo de cisnes y delfines. El Swan fue administrado por Westin Hotels & Resorts y el Dolphin por Sheraton Hotels & Resorts. Eisner había utilizado Graves para otros proyectos de la empresa y quería seguir construyendo edificios llamativos y únicos.
Tishman y MetLife son dueños de los edificios, pero tienen un contrato de arrendamiento de 99 años sobre el terreno de Disney. Disney también recibe una parte de los ingresos del hotel y tiene voz en cualquier cambio de diseño o arquitectura en el interior o exterior de los edificios. En noviembre de 2021 se inauguró una nueva extensión del hotel, llamada Walt Disney World Swan Reserve. La nueva propiedad está ubicada frente al hotel principal y contiene 349 habitaciones, incluidas 151 suites.

## Ubicación
El Walt Disney Swan Resort está ubicado cerca de muchos puntos de acceso y hoteles de Disney. Los senderos para caminar o los botes de Disney están disponibles desde el resort hasta Epcot y Disney's Hollywood Studios. Los autobuses contratados por el hotel llevan a los huéspedes a todas las demás atracciones de Walt Disney World.

## Atracciones
El complejo, junto con Walt Disney World Dolphin Resort, tiene dos piscinas de entrenamiento y una piscina con gruta con tobogán y cascada. El resort cuenta a su vez con spa, sala de juegos, programa de guardería, junto con múltiples tiendas de regalos de Disney.